# Hasta

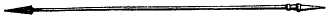

Die Hasta (lat.) war bei den Römern jede Art Speer, besonders aber die schwere bis zu 4 m lange Lanze, welche früher quiris (daher  der  Name   Quiriten) hieß. Sie war ursprünglich die Hauptkampfwaffe aller Legionssoldaten und später (bis Marius) noch die der Triarier (vgl. Römische Legion). Bei der Reiterei blieb sie ständig in Gebrauch. Daneben wurde „hasta“ in vielfältigen übertragenen Bedeutungen verwendet. Von der Hasta leitet sich auch der Name der Hastati ab, die zur Königszeit und in der frühen Republik im Gegensatz zu den vollständig gerüsteten Principes und den Triariern im Grunde nur diese eine Waffe führten. Im Gegensatz zu Iacula und Pila wurde diese Hasta nicht geworfen, sondern diente als schräg in den Boden gerammte Abwehrwaffe oder Stoßwaffe im Nahkampf.
Die Hasta hatte eine langgezogene blattförmige Spitze, die mit einer Tülle auf einem hölzernen Schaft befestigt war. Der Schaft hatte an seinem unteren Ende einen zugespitzten Schaftfuß, mit dem die Waffe in den Boden gerammt werden konnte. Die Länge der in der römischen Legion verwendeten Hasta lässt sich nur schwer rekonstruieren, da die hölzernen Schäfte meist verrotteten und bildliche Zeugnisse, z. B. auf Grabsteinen, die Länge in der Darstellung oft dem Bildfeld anpassten. Die Länge könnte sich auch im Laufe der Zeit je nach taktischer Verwendung verändert haben. In der griechischen Phalanx wurden zwar Lanzen bis zu 7 m Länge verwendet, die wenigen verwertbaren Funde aus römischer Zeit legen jedoch eher eine Gesamtlänge von um 2,5 m nahe. Für die Reiterei waren zu verschiedenen Zeiten anscheinend auch Hastae bis zu 4 m Länge in Gebrauch. Die schweren und bis zu 4,5 m langen Lanzen der ab etwa 100 n. Chr. eingeführten speziellen Lanzenreiter (vgl. Kataphrakten, Clibanarii), wurden als „Contus“ bezeichnet.
Während der Entwicklung von der Phalanx zur Manipulartaktik wurde die Hasta der Infanteristen bei den in der Schlachtordnung vorn stehenden Hastati und Principes durch das Pilum ersetzt. Sie wurde zu dieser Zeit nur noch von den im dritten Treffen stehenden Triariern benutzt. Mit Beginn der Kohortentaktik im 1. Jahrhundert v. Chr. verschwand die Hasta aus den Legionen und wurde noch in der Kavallerie und von einigen Hilfstruppen verwendet.
Daneben existierte auch die hasta velitaris. Das war ein fingerdicker, etwas über 1 m langer  Wurfspieß, dessen dünne eiserne Spitze meist da, wo sie eindrang, abbrach, so dass der Feind ihn nicht als Waffe brauchen konnte; die Veliten führten davon sieben mit. Die hasta ansata war ein Wurfspieß mit Riemen (amentum), der an einem Ring unterhalb der Spitze befestigt wurde. Mit diesem Riemen konnte man dem Speer beim Werfen größere Schwungkraft geben.

## Weitere Verwendungen des Begriffes
- Die hasta pura (unbeschlagener Speer) wurde als Auszeichnung für hervorragende Tapferkeit verliehen.

- Die hasta fetialis wurde von den Fetialen als Kriegserklärung über die feindliche Grenze geworfen.

- Die hasta cruenta war ein rot (eigentlich  mit  Blut) angestrichener Spieß und bedeutete die Erlaubnis zur Plünderung einer eroberten Stadt.

- Mit der Spitze der kleinen eisernen hasta coelibaris wurde bei der Hochzeitsfeier das Haar der Braut geordnet, um die Herrschaft des Mannes über seine Frau anzudeuten.

- Auch den Ort für die Vornahme bürgerlicher Geschäfte bezeichneten die Römer durch Aufstellen einer Hasta. Eine Hasta war dabei auch Kennzeichen der Amtsträger, wie der römischen Zollwächter, und symbolisierte die Kontrolle durch öffentliche Ämter.
  - so bedeutete „hasta censoria“ oder „hasta locationis“ die von den Zensoren vorzunehmende Verpachtung der Zölle und andrer Staatseinkünfte;
  - mit „hasta frumentaria“ wurde die kostenlose Abgabe von Getreide aus öffentlichen Magazinen bei Teurungen bezeichnet;
  - „hasta venditionis“ oder „hasta publica“ bezeichneten öffentliche Versteigerungen;
  - „ad hastam“ (publicam), zu öffentlicher gerichtlicher Versteigerung;
  - „sub hasta“ verkaufen, d. h. Zwangsversteigerung.